# PT Prachuap Football Club
El PT Prachuap Football Club (en tailandés: สโมสรฟุตบอลพีทีประจวบ) es un club de fútbol profesional tailandés con sede en la provincia de Prachuap Khiri Khan. El club fue fundado oficialmente en 2009 y se tomó su tiempo para establecerlo durante 2 años.

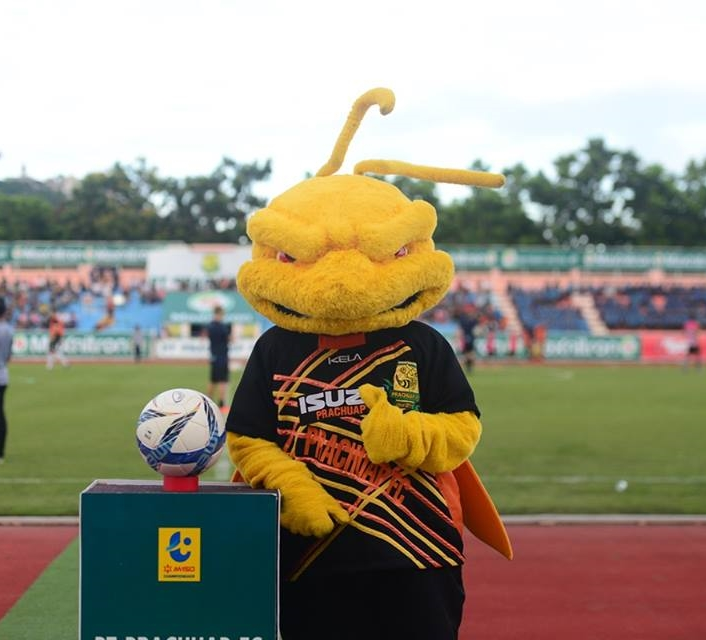
La mascota del Prachuap FC, La Abeja Asesina

## Historia
En su primera temporada, 2009–2010, dos años después de formar el club, ingresaron y jugaron en la División Regional de la Liga 2, en la región Central y Oriental. Con limitación de presupuesto y medio ambiente, terminaron en la 10.ª posición de 12 equipos. Pero para la próxima campaña, la campaña 2010-2011, se vieron obligados a mudarse a la división Sur. Con este movimiento, se retiraron citando un presupuesto insuficiente y preocupaciones sobre la seguridad.
En la temporada 2011-2012, el club apuntó a volver a unirse a la liga nuevamente después de retirarse en la temporada 2010-2011. El nuevo presidente, el Sr. Songkiat Lim-aroonrak, fue designado y tiene como objetivo cambiar la filosofía del club para la próxima generación de éxitos. Consideró rediseñar un nuevo logo, estadio y apariencia para ser más fuerte como luchador.
En la temporada 2014-2015, el club ganó la División 2 de la Liga AIS - Región Sur y avanzó en la Ronda de la Liga de Campeones. Derrotaron a Thai Honda en el partido final y coronaron un título.
En la temporada 2015-2016, el club comenzó a jugar en la Liga de la División 1 de Tailandia desde que fundó el club en 2011. Acabado en mitad de la tabla con un buen rendimiento en la primera temporada de hechizos.
En la temporada 2016-2017, el club cambió el nombre del equipo a "PT Prachuap", para corresponder al patrocinador principal, PTG Energy, para apoyar al club fortaleciendo al equipo con 20 nuevos jugadores y un experimentado equipo de entrenadores.

## Palmarés
- Regional League Division 2: 1

2014
- Regional League Southern Division: 1

2014